# Вси Светии (Микре)
„Вси Светии“ или „Всех Святих“ е православен храм в ловешкото село Микре, част от Ловчанската епархия на Българската православна църква.

## История
Църквата е построена в 1918 година в центъра на селото, намиращ се в една от най-високите и южни точки на селото. Иконостасът на храма е дело на дебърски майстори от рода Филипови.